# 常賜
常賜（1468年—？），字承恩，山西澤州沁水縣人，明朝政治人物。

## 生平
弘治二年（1489年）己酉科山西鄉試第一名舉人。弘治六年（1493年）中式癸丑科會試第二百四十九名，三甲第十九名進士。授監察御史，正德初巡按直隶，与宛平县知县雷子坚互相攻讦，正德元年（1506年）七月降調鄧州知州，升武昌府同知。正德五年（1510年）十一月陞陝西按察司僉事。正德六年（1511年）春正月，陞陝西按察司副使。

## 家族
曾祖常謙；祖父常瑜，贈大理寺評事；父常曇，母賈氏。永感下。
子常倫，正德辛未進士。